# Aleksander Śliwa (rzeźbiarz)
Aleksander Śliwa (ur. 1948 w Kozłówku) - rzeźbiarz, profesor, pedagog na Wydziale Rzeźby Akademii Sztuk Pięknych w Krakowie.
Autor indywidualnych wystaw, uczestnik międzynarodowych sympozjów rzeźby w drewnie i kamieniu, laureat licznych polskich i zagranicznych konkursów. Autor rzeźb i pomników w Polsce i za granicą.

## Życiorys
Ukończył Państwowe Liceum Sztuk Plastycznych w Jarosławiu, studia na Wydziale Rzeźby ASP w Krakowie w latach 1967-1973
Dyplom Rektora ASP oraz dyplom z wyróżnieniem w pracowni profesora Antoniego Hajdeckiego - czerwiec 1973
W latach 1973–2018 nauczyciel akademicki Wydziału Rzeźby ASP w Krakowie
Od 1987 r. Kierownik Pracowni Rzeźby w Drewnie
Od 2002 r. Kierownik Katedry Rzeźby II
Od 2013 r. profesor zwyczajny
2011 - Nagroda Ministra Kultury i Dziedzictwa Narodowego
2016 - Złoty Krzyż Zasługi
2017 - Medal Komisji Edukacji Narodowej
2018 -  Srebrny Medal „Zasłużony Kulturze Gloria Artis”

## Wystawy
- 2007 - Galeria „Rogatka" PR w Radomiu
- 2011 - BWA w Olkuszu
- 2015 - Galeria „R" ASP w Krakowie
- 2020 - Galeria „Krypta u Pijarów”, Kraków[6][7]
- 2022 - Dom Aukcyjny - Róża Wroniszewska, Kraków[8]
- 2023 - Galeria Sztuki Współczesnej BWA w Olkuszu[9][10]

## Sympozja

### Udział w międzynarodowych sympozjach rzeźby w drewnie
- 1989 - Cortina d'Ampezzo;
- 1990 - Kemijärvi ;
- 1991 - Voru Kiidi ;
- 2013 - Górki Wielkie

### Udział w międzynarodowych sympozjach rzeźby w kamieniu
- 1984 - Berlin - Marhzany, wys. 2,5 m - jako współpracownik Barbary Zambrzyckiej-Śliwa
- 1987 - Lipsk - Marklenberg, wys. 2,5m

## Nagrody

### Nagrody na konkursowych wystawach rzeźby
- 1975 - III Nagroda - Konfrontacje Środowisk Twórczych - Oświęcim
- 1977 - wyróżnienie w Plebiscycie Publiczności Rzeźby Roku 1976 - Kraków
- 1981 - regulaminowa - Rzeźba Roku Kraków - wspólnie z Barbarą Zambrzycką-Śliwa
- 1985 - Złoty Medal - Biennale Dantesco – Ravenna
- 1988 - Srebrny Medal Salonu Zimowego ZAR - Warszawa - zakup CRP – Orońsko[11]
- 1989 - l Nagroda w Dziedzinie Rzeźby Olimpijskiego Konkursu Sztuki - zakup Muz. Sportu - Warszawa
- 1989 - Nagroda Fundowana - Rzeźba Roku - Kraków, zestaw plakiet, brąz
- 1989 - Nagroda Publiczności na II Międzynarodowym Triennale Rzeźby Portretowej - Gdańsk,  „Fin de siècle - Ewa", brąz patynowany
- 1989 - Nagroda Stowarzyszenia „Wista-Odra" - Muzeum Narodowe - Poznań
- 1989 - ll Nagroda w Concorso Sculture Legno – Cortina d'Ampezzo
- 1989 - nagroda równorzędna w konkursie na pomnik O. Kolberga do Przysuchy - ZAR - Warszawa
- 1990 - wyróżnienie - Ochrona Środowiska Naturalnego - ZAR - Szczecin - plakieta
- 2017 - wyróżnienie honorowe - konkurs zamknięty na pomnik Prezydenta Krakowa J. Leo – Kraków

## Realizacje

### Realizacje w wyniku wygranych konkursów

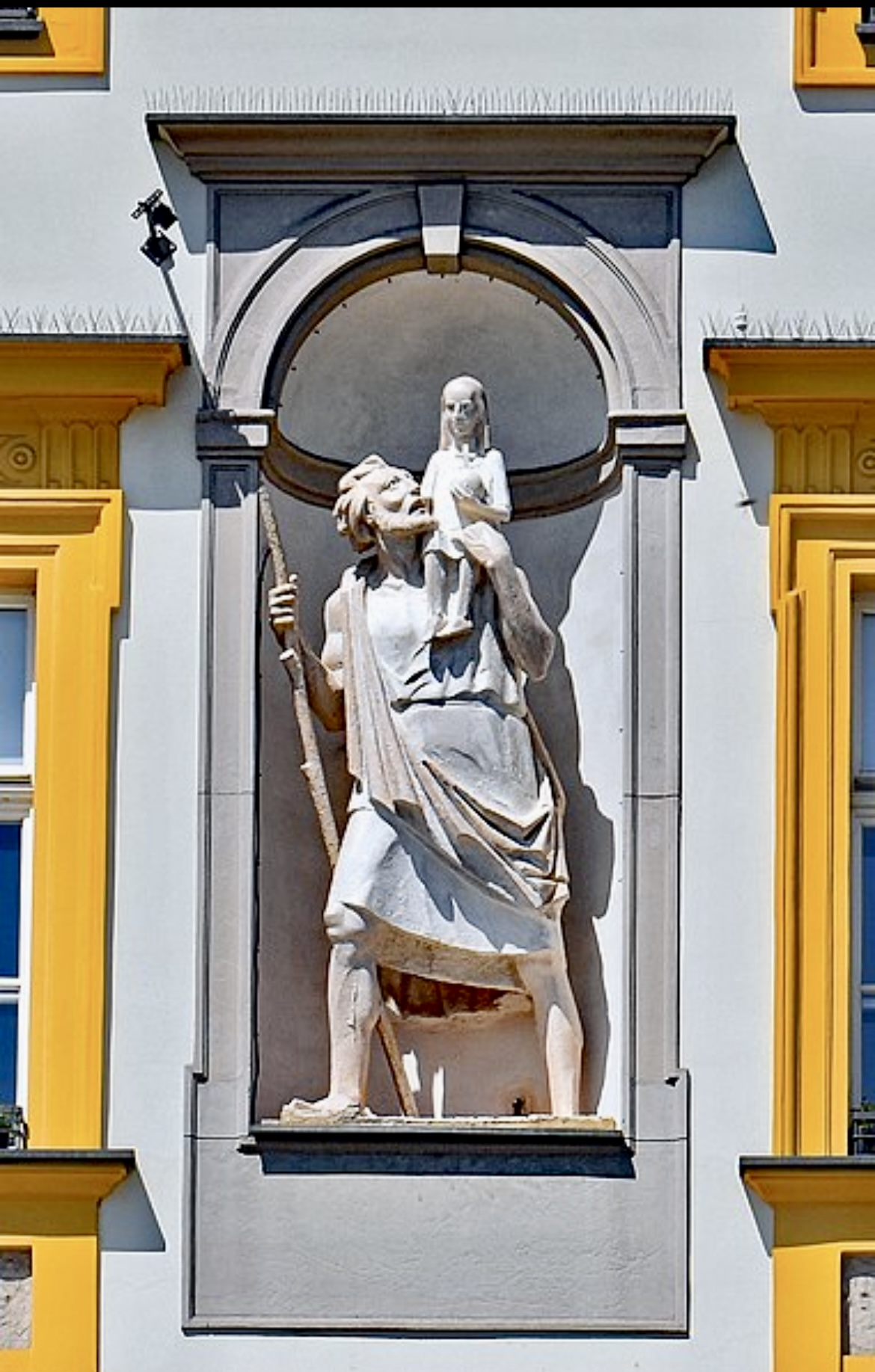
Aleksander Śliwa-Św. Krzysztof, fasada Pałac Krzysztofory, Kraków

- 2003 - Nagrobek Rektora ASP prof. W. Kunza - Al. Zasłużonych, Kraków, cm. Rakowice, granit, marmur
- 2006 - Pomnik papieża „Jan Paweł II” w Stargardzie 2/IV/2006 - wys. 5,5 m, brąz[12][13]
- 2011 - Pomnik profesorów lwowskich uczelni zamordowanych przez niemieckich nazistów w lipcu 1941г. we Lwowie - Lwów-Wzgórza Wuleckie : wys. 7 m, beton, biały granit, brąz[14][15][16][17]
- 2012 - Pomnik - popiersie „Ks. Hugo Kołłątaj”- Collegium Kołłątaja UJ, ul. św. Anny, Kraków, wys. 2,5 m, brąz, granit[18]
- 2014 - Nagrobek Marszałka Małopolski M. Nawary - Al. Zasłużonych, Kraków, cm. Rakowicki ,granit, marmur
- 2020 – Figura „ Św. Krzysztof” na fasadzie Pałacu „Pod Krzysztofory”, Kraków, wys.3 m ,beton[19][20]
- 2021 – Figura „Przekupka krakowska”, „Miedzianna”, Pałac „Pod Krzysztofory”, Kraków, wys. 2 m, beton[21][22][23][24]

### Ważniejsze realizacje w przestrzeni publicznej
- 1987 - nagroda = realizacja - konkurs środowiskowy na rzeźby plenerowe do Szpitala Wojskowego w Krakowie, wspólnie z Barbarą Zambrzycką-Śliwa, „Macierzyństwo", wys. 2,5 m, piaskowiec
- 1997 - Madonna - Grzechynia, wys. 7 m, beton, kamień
- 2000 - „Brama w lll Tysiąclecie” (6.01.2000) - Książnice Wielkie, droga nr 79, wys. 8 m, brąz, granit
- 2006 - Tablica przestrzenna w Ogrodzie im. C.K. Norwida, XIII dz. Paryża, wys. 1,8 m, brąz, granit
- 2010 - Tablica „Kowalczykom" - Mur przy Pomniku Stoczniowców, Gdańsk, wys. 1 m, brąz
- Odtworzenie wszystkich detali architektoniczno-rzeźbiarskich do Sali Konstytucji Zamku Królewskiego w Warszawie w latach 1978-1980

### Inne realizacje
- 1990 - Rzeźba Chrystusa w prezbiterium kościoła Miłosierdzia Bożego, Elbląg, wys. 5 m, kamień
- 1996 - 2001 - „Heros" - statuetka wręczana Sportowcom Roku - Laureatom Plebiscytu TVP 1
- 1998 - Droga Krzyżowa w kaplicy Szpitala im. Rydygiera w Nowej Hucie, Kraków, plakiety z brązu
- 1998 - rzeźby w prezbiterium kościoła oo. Marianów, Ealing - Londyn
- 2012 - pomnik „przydrożny" - „Prof. Kalisiak" - Powsin/k. Nasielska, wys. 2,5, piaskowiec

### Rzeźby nagrobne
- cmentarz w Szaflarach oraz w Blaszkach/k. Kalisz- „Chrystus", wys, 2 m, brąz
- cmentarz na Salwatorze, Kraków - 6 rzeźb nagrobnych, brąz
- cmentarz w Tyńcu - obelisk - pamięci ofiar katastrofy pod Smoleńskiem, wys. 2 m, granit, brąz

### Medale okolicznościowe
Zasłużony dla Sokolstwa Polskiego" - Kraków Tablice: m.in. „Kraków bez barier" - 11 edycji "Od Dzieci Tułaczych" - kościół katolicki, Taszkent, wys. 90 cm, 2007 Statuetki: m.in. Jan. Paweł ll - kaplica w Belwederze, Warszawa, wys. 40 cm, brąz, 2007